# Украинцы на Колыме

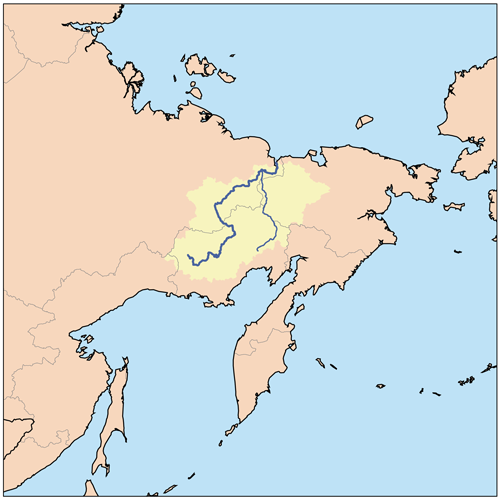
Колымский край — (Магаданская область, Чукотский АО, северо-запад Якутии) - регион проживания украинцев

Украи́нцы на Колыме (укр. Українці на Колимі) — одна из крупнейших национальных общин, которая сформировалась преимущественно в советский период и внесла значительный вклад в освоение и развитие региона.
История появления украинцев в Колымском крае связана со Сталинскими репрессиями 30-50-х годов XX века, затем с индустриализацией, промышленным и экономическим развитием региона, в ходе которого направлялись специалисты из Украинской ССР.
В советский период численность и удельный вес украинцев имел значительные масштабы, но в начале 1990-х годов в результате экономического кризиса начался массовый выезд жителей области «на материк» («на большую землю»). Пик оттока населения и чистой миграции из региона пришёлся на 1991—1996 годы, когда уехали самые мобильные люди, приехавшие в советское время.

## История

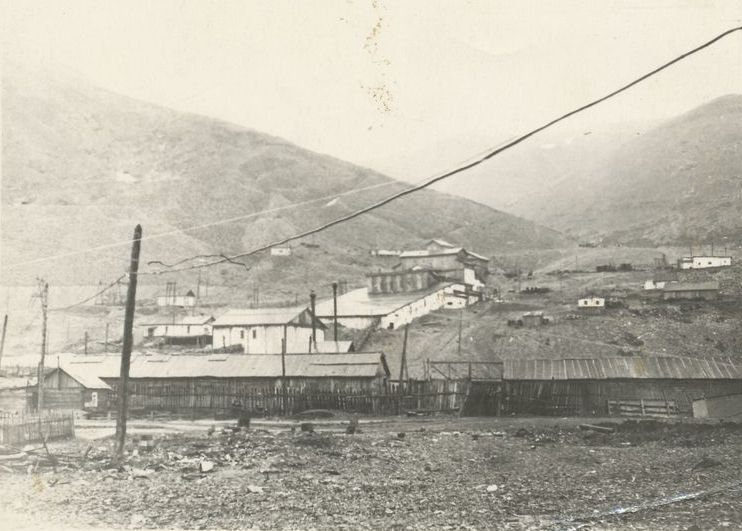
Особлаг № 5 (Берлаг), в котором 2/3 из 20 тыс. заключенных составляли украинцы. Рудник «Хениканджа»

В 40-е годы в Магаданском крае был организован Особый лагерь № 5 (Особлаг № 5, Особлаг Дальстроя, Береговой лагерь, Берлаг) с расчетной штатной численностью 30 000—32 000 заключенных, который предназначался для содержания политических  и особо опасных  государственных преступников из числа заключённых УСВИТЛ, а также осужденных, привозимых с «материка» по специальным нарядам ГУЛАГа. Лагерь состоял из 19 лагерных отделений и 26 лагерных пунктов.  В Береговом содержались участники антисоветского сопротивления – «лесные братья», «власовцы». Более двух третей из почти 20 тысяч заключенных, составляли осужденные за участие или содействие деятельности Организации украинских националистов (ОУН) и Украинской повстанческой армии (УПА).
После смерти Иосифа Сталина в конце марта 1953 года был издан Указ Президиума Верховного Совета СССР и началась первая амнистия, получившая название «Бериевская», по ней только из лагерей в течение года было освобождено 76 тыс. человек или 53% от общей численности заключенных.
Однако украинцев амнистия практически не коснулась, в 1954 году более 16 тысяч украинцев Берегового лагеря (из общего количества 20 508 его заключенных) остались за колючей проволокой. А четыре тысячи заключенных-украинцев Особлага, уже отбывших свой срок, были расселены по различным районам Магаданской области на вечную ссылку на основании Указа Президиума ВС СССР от 21 февраля 1948 года. Особые лагеря, неспокойные  и в сталинские годы, в 1953-1954 годах стали полем мощного организованного протестного  движения. Главными носителями идеи  борьбы за освобождение и движущей силой выступлений стали сплоченные группы осужденных за так называемую «ОУНовскую деятельность».

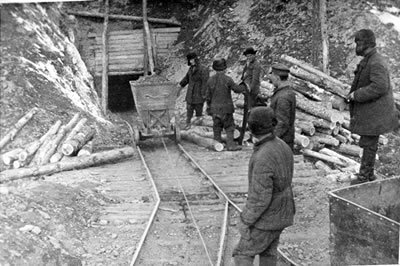
Золотые прииски Колымских лагерей ГУЛАГ, в которых находились украинцы

В Магаданской области в Особлаге № 5 находились заключенные, которые были осуждены за политическую деятельность, а также известные деятели Украины, имевшие антисоветские настроения:
- Поэт Куприенко А.Т., который характеризовался как «ярый националист, написавший ряд стихотворений проукраинского антисоветского характера».
- Заключенный Столяр Иван Михайлович, на которого имелись данные, что он вместе с видным руководителем украинских националистов Н. Лебедем в период немецкой оккупации выступал по радио с провозглашением независимости Украины. Столяр входил в состав Украинского центрального комитета (г. Краков) – общественно-политической организации, представлявшей в 1939-1945 гг. интересы украинцев генерал-губернаторства, созданного немецкой оккупационной властью на территории бывшей Польши.
- Врач и писатель Корхут Василий Дмитриевич (1905 г.р.) также работал в Украинском центральном комитете референтом. Ему вменялось в вину, что он подписал националистическое воззвание к украинскому народу, призывая его к объединению для борьбы за создание «самостийной Украины».
- Роман Новосад, выпускник Венской музыкальной академии, был арестован советской разведкой в 1947 году в английском секторе Вены вместе с эрцгерцогом Вильгельмом Габсбургом –  членом императорской семьи, который прославился своими военными и дипломатическими талантами, поэзией и искренней любовью к Украине, получив там имя Василь Вышиваный.

Многие из украинских заключенных на Колыме были известными учеными или интеллектуалами. Среди них был украинский математик Михаил Кравчук, который к началу 1930-х годов получил широкое признание на Западе (см. Матрицы Кравчука, Многочлены Кравчука). После краткого судебного разбирательства, по-видимому, за нежелание участвовать в обвинениях против некоторых из его коллег, его отправили на Колыму, где он умер в 1942 году. Тяжелая работа в трудовом лагере, суровый климат и скудная еда, плохое здоровье, а также обвинения[что?], понесли свои потери[что?]. Кравчук погиб в Магадане в Восточной Сибири, в 4 000 милях (6 000 км) от места рождения. Последняя статья Кравчука появилась вскоре после его ареста в 1938 году, однако после публикации его имя было убрано из книг и журналов.
Позднее заключенные украинцы, имевшие небольшие сроки, освобождаются из лагеря и переходят в категорию ссыльных.  Возвращаться на родину им запрещалось, к 1954 году в городе Магадане и различных районах Магаданской области уже насчитывалось около четырех тысяч ссыльных украинцев. Таким образом, на территории области образовалась значительная концентрация украинцев.
В дальнейшем украинцы переселялись на территорию Колымского края (Магаданская область, Чукотский АО, северо-восточные районы Якутии) по собственному желанию, в связи с промышленным и экономическим развитием региона в советский период.
В настоящее время украинская общественная организация «Колыма-Славутич» принимает участие в общественной и культурной жизни Колымы. Украинская община региона вносит свой вклад в социально-экономическое развитие Магаданской области, успешно трудится на предприятиях территории.

## Демографическая статистика
Согласно данным переписей населения, украинцы занимают второе место по численности в Магаданской области на протяжении нескольких десятилетий.
Наибольшее количество украинцев в Магаданской области проживало в 1989 году — 58 172 человек, около 15 % всего населения региона.
|                | 1959 чел. | %        | 1979 чел. | %        | 1989 чел. | %        | 2002 чел. | % от всего | 2010 чел. | % от всего |
| -------------- | --------- | -------- | --------- | -------- | --------- | -------- | --------- | ---------- | --------- | ---------- |
| всего          | 188889    | 100,00 % | 336951    | 100,00 % | 391687    | 100,00 % | 182726    | 100,00 %   | 156996    | 100,00 %   |
| Русские        | 138473    | 73,31 %  | 261321    | 77,55 %  | 294500    | 75,19 %  | 146511    | 80,18 %    | 127936    | 81,49 %    |
| Украинцы       | 26449     | 14,00 %  | 45084     | 13,38 %  | 58172     | 14,85 %  | 18068     | 9,89 %     | 9857      | 6,28 %     |
| Эвены (ламуты) | 1960      | 1,04 %   | 1949      | 0,58 %   | 2433      | 0,62 %   | 2527      | 1,38 %     | 2635      | 1,68 %     |
| Татары         | 2517      | 1,33 %   | 4796      | 1,42 %   | 2752      | 0,70 %   | 2006      | 1,10 %     | 1415      | 0,90 %     |
| Белорусы       | 4609      | 2,44 %   | 6085      | 1,81 %   | 7381      | 1,88 %   | 2169      | 1,19 %     | 1121      | 0,71 %     |
| Коряки         | 617       | 0,33 %   | 710       | 0,21 %   | 918       | 0,23 %   | 888       | 0,49 %     | 900       | 0,57 %     |